# Бондено
Бондѐно (на италиански: Bondeno, на местен диалект Bundèn, Бунден) е град и община в Северна Италия, провинция Ферара, регион Емилия-Романя. Разположен е на 13 m надморска височина. Населението на града е 15 442 души (към 2008 г.).